# Daihatsu Ayla
La Daihatsu Ayla è un'automobile prodotta della casa automobilistica giapponese Daihatsu dal 2012.

## Profilo e contesto
La vettura è stata sviluppata principalmente come city car entry-level per essere venduta in diversi mercati in paesi in via di sviluppo. L'Ayla viene venduta dalla Toyota come Toyota Agya in Indonesia, Americhe (tranne Stati Uniti, Canada e Messico) e nei Caraibi, e Toyota Wigo nelle Filippine, Sri Lanka, Brunei e Vietnam. L'auto è stata anche rimarchiata, ridisegnata e prodotta su licenza in Malaysia dalla Perodua come Perodua Axia.
Il nome "Ayla" è un termine che è stato ripreso dall'omonima parola sanscrita che significa "luce", mentre "Agya" significa "veloce".